# Hexan
Hexan je uhlovodík s chemickým vzorcem C6H14. Předpona „hex“ odkazuje na šest uhlíků, zatímco „an“ naznačuje, že uhlíky jsou spojeny jednoduchými vazbami (tj. hexan patří mezi alkany). Izomery hexanu jsou převážně nereaktivní, a jsou často používány jako inertní rozpouštědlo v organických reakcích, protože jsou velmi nepolární. Jsou také součástí benzínu a lepidla používaná pro obuv, kožené výrobky a střešní krytiny. V laboratořích se hexan používá k extrakci oleje a maziva z vody a půdy před stanovením gravimetrickou analýzou nebo plynovou chromatografií.

## Izomery
Hexan má pět izomerů:
- hexan (nebo také n-hexan), CH3CH2CH2CH2CH2CH3, přímé řetězce šesti atomů uhlíku.
- 2-methylpentan (isohexan), CH3CH(CH3)CH2CH2CH3 je pětiuhlíkový řetězec s jednou methylovou skupinou na druhé pozici.
- 3-methylpentan CH3CH2CH(CH3)CH2CH3, pětiuhlíkový řetězec s jednou methylovou skupinou na třetí pozici.
- 2,3-dimethylbutan, CH3CH(CH3)CH(CH3)CH3, čtyřuhlíkový řetězec s jednou methylovou skupinou na druhé a třetí pozici.
- 2,2-dimethylbutan (neohexan), CH3C(CH3)2CH2CH3, čtyřuhlíkový řetězec se dvěma methylovými skupinami na druhé pozici.

## Výroba
Hexan se vyrábí rafinací ropy. Přesné složení frakce závisí především na zdroji ropy (surová nebo reformovaná) a omezení na rafinaci.

## Toxicita
Toxicita hexanu je relativně nízká, i když se jedná o mírné anestetikum. Vdechnutí vysokých koncentrací způsobuje nejprve mírnou euforii, následně ospalost s bolestí hlavy a nevolnost.
Na jaře 2010 bylo v čínské továrně, kde se vyrábějí přístroje iPhone, postiženo mnoho pracovníků chronickou otravou n-hexanem. Projevovala se u nich únava, slabost, závratě a bolesti hlavy a končetin. Nejméně 62 z nich muselo vyhledat lékařskou péči, někteří byli delší dobu hospitalizováni.